# Myrmeleon madagascariensis
Myrmeleon madagascariensis är en insektsart som först beskrevs av Herman Willem van der Weele 1909. 
Myrmeleon madagascariensis ingår i släktet Myrmeleon och familjen myrlejonsländor. Inga underarter finns listade i Catalogue of Life.